# Sylvester Reisacher

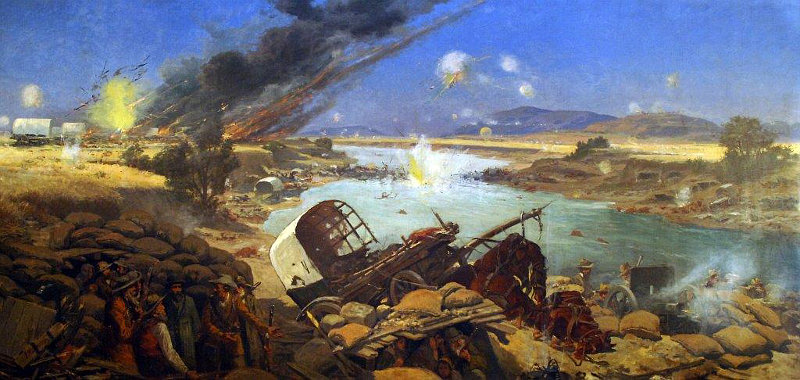
Die Schlacht von Paardeberg

Sylvester Reisacher  (* 9. März 1862 in Wolfertschwenden; † 19. März 1916 in München) war ein deutscher Historien-, Porträt- und Landschaftsmaler.
Sylvester Reisacher war als jüngstes von zehn Kindern der Weberseheleute Gabriel und Therese Reisacher geboren. Wie seine älteren Brüder Hans, Gregor und Vitus erlernte er das Malerhandwerk.
Dank der Stiftung Maximilianeum studierte Reisacher seit dem 15. Oktober 1884 an der Königlichen Akademie der Künste in München bei Louis Braun.
Nach dem Studium verbrachte er einige Zeit in Nürnberg, Bamberg, Lützen und Leipzig. Zurück in Bayern beschäftigte er sich hauptsächlich mit der Panorama-Malerei. Er malte auch ein Porträt des Ludwig II.
Reisacher besuchte Russland, wo er den Zaren Nikolaus II. porträtierte. Er besuchte auch die Länder des Balkans und des Nahen Ostens sowie Holland.
1902 vollendete Reisacher sechs große Schlachtengemälde in der Form von Dioramen aus dem Deutsch-Französischen Krieg von 1870–1871.
Während eines Besuches in Paris wurde Reisacher vom Impressionismus beeinflusst. Seitdem widmete sich er der Landschaftsmalerei, insbesondere den Berglandschaften aus dem Allgäu, den bayerischen Alpen und aus dem Engadin.
Fünf seiner großformatigen Schlachtenbilder befinden sich im Anglo-Boer War Museum in Bloemfontein (Südafrika).